# Martin Bútora
Martin Bútora (* 7. října 1944, Bratislava) je slovenský politik, sociolog, spisovatel, scenárista, překladatel, vysokoškolský pedagog a diplomat.

## Vzdělání
- Prom. fil., filozofie a sociologie, Filozofická fakulta Univerzity Komenského v Bratislavě, 1980
- PhDr., sociologie, Filozofická fakulta Univerzity Komenského v Bratislavě, 1981
- Doc., sociologie, Karlova Univerzita Praha, 1992

## Profesionální kariéra
V letech 1966-1969 byl redaktorem časopisů Echo, Reflex a Kulturní život, v letech 1971-1977 dokumentaristou ve Výzkumném ústavu práce. Po sovětské okupaci v roce 1968 byl v politické nemilosti a v roce 1977 odmítl hlasovat o rezoluci odsuzující Chartu 77. V následujících letech 1977-1988 pracoval jako sociolog a terapeut v protialkoholické poradně a souběžně s tím působil v okruhu nezávislých sociologů a spisovatelů kritizujících komunistický režim.
V době sametové revoluce v listopadu 1989 se stal jedním ze spoluzakladatelů hnutí Veřejnost proti násilí a jako člen Koordinačního centra (KC VPN) byl na jaře roku 1990 spoluautorem a redaktorem volebního programu hnutí Veřejnost proti násilí s názvem Šanca pre Slovensko. V letech 1990–1992 pracoval jako poradce prezidenta ČSFR Václava Havla pro lidská práva a ředitel sekce pro lidská práva v Kanceláři prezidenta ČSFR.
Začátkem 90. let 20. století také vyučoval nejprve na Karlově univerzitě v Praze, kde se v prosinci 1992 habilitoval, později působil na Katedře politologie Trnavské univerzity v Trnavě (1993–1998). V letech 1994-1996 byl předsedou slovenského centra PEN klubu. V letech 1995–1996 byl koordinátorem projektu orální historie lidí, kteří přežili holokaust v Nadaci Milana Šimečky. V roce 1997 se stal spoluzakladatelem a prezidentem slovenského Institutu pro veřejné otázky, kde se s týmem spolupracovníků věnoval kritické reflexi stavu demokracie na Slovensku, patřil mezi hlavní kritiky vlády Vladimíra Mečiara.
V letech 1999-2003 působil jako velvyslanec Slovenské republiky v USA. Jeho hlavní úlohou bylo získat podporu USA pro vstup Slovenska do NATO a rozvíjet vzájemné vztahy v politické, ekonomické a kulturní oblasti. Senát amerického Kongresu ratifikoval vstup Slovenska do NATO poměrem 96 k 0.
Od roku 2003 je analytikem a ředitelem programu ve slovenském Institutu pro veřejné otázky. V roce 2004 byl občanským kandidátem na funkci prezidenta Slovenské republiky (získal 6,51 % hlasů).
Jde o autora třech prozaických knih, televizních a filmových scénářů a překladatele divadelních her.

## Ocenění
V roce 2002 mu prezident Slovenské republiky Rudolf Schuster propůjčil státní vyznamenání Řád Ľudovíta Štúra II. třídy.

## Výběr z literární činnosti
- 1989 - Bútora, M.: Mne sa to nemôže stať. Sociologické kapitoly z alkoholizmu. Martin, Osveta
- 1991 - Bútora, M.: Překročit svůj stín. Svépomocné skupiny v péči o zdraví. Praha, Avicenum
- 1996 - Bútorová, Z. – Bútora, M.: Mimovládne organizácie a dobrovoľníctvo na Slovensku očami verejnej mienky. Bratislava, S.P.A.C.E.
- 1997 - Bútora, M. – Demeš, P.: Tretí sektor, dobrovoľníctvo a mimovládne neziskové organizácie. In: Bútora, M. (ed.): Slovensko 1996. Souhrnná zpráva o stavu společnosti a trendech pro rok 1997. Bratislava, Institut pro veřejné otázky, s. 279 – 299.
- 1998 - Bútora, M.: Bezpečnosť Slovenska očami predstaviteľov slovenských politických a spoločenských elít. In: Bútora, M. – Šebej, F. (eds.): Slovensko v šedej zóne? Rozširovanie NATO, zlyhania a perspektívy Slovenska. Bratislava, Institut pro veřejné otázky, s. 227 – 246.
- 1999 - Bútora, M. – Mesežnikov, G. – Bútorová, Z. (eds.): Kto? Prečo? Ako? Slovenské voľby '98. Bratislava, Institut pro veřejné otázky.
- 2004 - Bútora, M. - Odklínanie. Bratislava, Kalligram. (výber z textov M. Bútoru z rokov 1967 až 2004)
- 2010 - Bútora, M. - Druhý dych. Bratislava, Kalligram.